# 4 colors for you
『4 colors for you』（フォー・カラーズ・フォー・ユー）は、スフィアの4枚目のオリジナルアルバム。2014年6月25日にGloryHeavenから発売された。

## 音楽性
結成5周年目にリリースされたこともあってか新規収録された「STAR'S ELEMENT」、「Jolly Dolly's Music!!!」、「Ding! Dong! Ding! Dong!」 「NEVER ENDING PARTY!!!!」の4曲には各メンバーの想いや抱負が込められており、従来のスフィアの楽曲をグレードアップしたような感じになっているという。
1曲目「Eternal Tours」は、14thシングル曲であり、スフィア結成5周年のためのアニバーサリーソング。
2曲目「Sticking Places」は、13thシングル曲であり、テレビアニメ『勇者になれなかった俺はしぶしぶ就職を決意しました。』のエンディングテーマ。
4曲目「GENESIS ARIA」は、12thシングル曲であり、テレビアニメ『アラタカンガタリ〜革神語〜』のオープニングテーマ。
5曲目「輪郭の無い未来へと」は、13thシングルカップリング曲。
6曲目「タイムマシン」は、12thシングルカップリング曲。
7曲目「synchronicity」は、15thシングルカップリング曲。
9曲目「ワタシ♪NOTEと#ペンシル」は、11thシングルカップリング曲。
10曲目「微かな密かな確かなミライ」は、15thシングル曲であり、テレビアニメ『龍ヶ嬢七々々の埋蔵金』のエンディングテーマ。
11曲目「Ding! Dong! Ding! Dong!」は、寿美菜子がロック、戸松遥が「元気なポップス」、高垣彩陽がオペラ調、豊崎愛生がゆったりしたウィスパー系といった各メンバーに合った音楽がソロパートとして組み込まれたキャラソン風の曲で、スフィア自体の自己紹介も兼ねているという。
12曲目「Pride on Everyday」は、11thシングル曲であり、テレビアニメ『バクマン。』第3シリーズのエンディングテーマ。
13曲目「NEVER ENDING PARTY!!!!」は、歌詞に4つの色やサイリウムを思わせるフレーズが散りばめられたリード曲で、戸松によれば歌詞に各メンバーの名前が散りばめられた「Spring is here」の色バージョンであるという。PVは、5thシングル「Now loading...SKY!!」以来となるダンスを取り入れている。また、女子会さながらのパーティーシーンも含まれており、同シーン終盤では豊崎がシャンパンを振ったことで豪快な泡が吹き出している。

## リリース
2014年6月25日にGloryHeavenから発売された。スフィアのアルバムとしては前作『Third Planet』から約2年ぶりのリリースとなる。
販売形態は、完全生産限定盤（LASA-35153/4）・初回生産限定盤（LASA-35155/6）・通常盤（LASA-5153）の3種リリースで、完全限定盤と初回限定盤には「NEVER ENDING PARTY!!!!」のPVと本アルバムのメイキングが収録されたDVDが同梱されている。完全限定盤の同梱DVDには武道館ライブのダイジェスト映像と「微かな密かな確かなミライ」のメイキングも収録されている。
完全限定盤のジャケットには青色の背景に各メンバーの顔と色を象ったイラストが描かれている。初回限定盤と通常盤のジャケットには各メンバーの色を象徴する風船が写っているが、これは風船師が手掛けたという。なお撮影中は戸松の風船のみ錘を固定するための紐が外れたことで結局飛ばされるハプニングに見舞われたという。
本作を引っ提げたツアーも予定されている。

## 収録内容
| #         | タイトル                     | 作詞         | 作曲               | 編曲           | 時間  |
| --------- | ---------------------------- | ------------ | ------------------ | -------------- | ----- |
| 1.        | 「Eternal Tours」            | 畑亜貴       | 黒須克彦           | 黒須克彦       | 4:06  |
| 2.        | 「Sticking Places」          | 松井洋平     | 倉内達矢           | 倉内達矢       | 4:43  |
| 3.        | 「STAR'S ELEMENT」           | 畑亜貴       | 加藤裕介           | 加藤裕介       | 4:20  |
| 4.        | 「GENESIS ARIA」             | こだまさおり | 菊田大介           | 菊田大介       | 4:41  |
| 5.        | 「輪郭の無い未来へと」       | rino         | 松田彬人           | 松田彬人       | 5:01  |
| 6.        | 「タイムマシン」             | 三輪智也     | 三輪智也           | 中土智博       | 4:36  |
| 7.        | 「synchronicity」            | 古屋真       | 遠山大介、松村PONY | 古川貴浩       | 3:59  |
| 8.        | 「Jolly Dolly's Music!!!」   | 唐沢美帆     | DoiToki            | Kon-K          | 3:26  |
| 9.        | 「ワタシ♪NOTEと#ペンシル」   | 松井洋平     | 磯崎健史           | 渡辺未来       | 4:59  |
| 10.       | 「微かな密かな確かなミライ」 | 古屋真       | 森谷康昭           | 黒須克彦       | 4:32  |
| 11.       | 「Ding! Dong! Ding! Dong!」  | 前山田健一   | 前山田健一         | 前山田健一     | 4:32  |
| 12.       | 「Pride on Everyday」        | 畑亜貴       | 高田暁             | 高田暁         | 4:52  |
| 13.       | 「NEVER ENDING PARTY!!!!」   | 松井洋平     | オオヤギヒロオ     | オオヤギヒロオ | 4:58  |
| 合計時間: | 合計時間:                    | 合計時間:    | 合計時間:          | 合計時間:      | 58:52 |

| #  | タイトル                                                                                            | 作詞 | 作曲・編曲 |
| -- | --------------------------------------------------------------------------------------------------- | ---- | ---------- |
| 1. | 「NEVER ENDING PARTY!!!!」(Music Video Clip)                                                        |      |            |
| 2. | 「4 colors for you Making」                                                                         |      |            |
| 3. | 「微かな密かな確かなミライ」(Making)                                                                |      |            |
| 4. | 「スタートダッシュミーティング Ready stedy 5周年！in 日本武道館“4 colors for you" Special Edition」 |      |            |

| #  | タイトル                                     | 作詞 | 作曲・編曲 |
| -- | -------------------------------------------- | ---- | ---------- |
| 1. | 「NEVER ENDING PARTY!!!!」(Music Video Clip) |      |            |
| 2. | 「4 colors for you Making」                  |      |            |

## チャート
| チャート（2014年）                         | 最高位 |
| ------------------------------------------ | ------ |
| オリコン週間                               | 7      |
| オリコン月間                               | 33     |
| Billboard JAPAN Top Albums                 | 6      |
| サウンドスキャンジャパン（初回生産限定盤） | 16     |